# 아웃사이드 더 와이어
《아웃사이드 더 와이어》(영어: Outside the Wire)는 2021년 공개된 미국의 SF 액션 스릴러 영화이다. 미카엘 호프스트룀 감독이 연출했고 앤서니 매키, 댐슨 이드리스, 에밀리 비첨, 마이클 켈리, 필루 아스베크가 출연했다.
2036년의 가공의 우크라이나 내전을 배경으로, 첨단 무기를 수색하기 위해 파견된 드론 조종사와 안드로이드 병사의 이야기를 다룬다.
2021년 1월 15일 넷플릭스에서 공개되었다.

## 줄거리
2036년, 우크라이나에서 친러시아 반군과 저항군 사이의 내전이 격화되자 미국은 유엔의 실패한 개입 이후 평화유지군을 파견한다. 작전 중 드론 조종사 토마스 하프 중위는 명령을 어기고 적의 공격을 막기 위해 드론 공격을 감행하지만, 그 과정에서 두 명의 해병대원을 오폭으로 죽인다. 징계로 하프는 우크라이나 미군 기지인 캠프 나다니엘로 전출되고, 그곳에서 인간 장교로 위장한 최첨단 안드로이드 슈퍼 솔저 레오 대위와 함께 임무를 수행하게 된다.
레오와 하프는 난민 캠프에 백신을 전달한다는 명목으로, 테러리스트 빅토르 코발이 냉전 시대 핵미사일 사일로 네트워크를 장악하는 것을 막으라는 임무를 받는다. 이동 중, 그들은 구호 트럭 공격에 대응하며 현지인들과 무장 대치 상황에 놓인다. 로봇 병사인 'G.U.M.P'가 돌을 던진 현지인을 사살하자, 레오는 구호 트럭의 물품을 현지인들에게 나눠주며 평화적으로 해결한다. 하지만 친러시아 반군이 공격하면서 교전이 발생하고, 레오와 하프는 도보로 난민 캠프로 향하고 해병대는 반군과 교전을 지속한다.
난민 캠프에서 레오와 하프는 일부 민간인을 죽인 반군을 고문하여 정보를 얻은 후, 군중에게 넘겨 죽게 만든다. 이후 저항군 지도자 소피아와 만나 코발이 찾는 핵무기 발사 코드가 있는 은행 금고 위치를 알고 있는 무기상으로 안내를 받는다. 은행으로 이동한 레오와 하프는 코발의 부대와 조우하고, 미국과 러시아 G.U.M.P들 간의 교전이 벌어진다. 하프는 교전 중 민간인들을 구하고, 레오는 코드를 확보하지만 코발을 찾지 못한다. 기지 사령관 에크하트 대령의 드론 공격으로 은행과 주변 건물들이 파괴되어 코발과 레오 모두 사망한 것으로 간주된다.
하지만 레오는 하프와 재회하여 자신의 계획을 밝힌다. 그는 군의 감시를 피하기 위해 하프를 조종해 왔으며, 핵 발사 코드를 손에 넣은 후 핵미사일을 미국 본토를 향해 발사하려 한다고 말한다. 레오는 하프를 기절시키고, 소피아의 부하들에게 발견된 하프는 레오의 계획을 소피아와 에크하트에게 알린다. 하프는 핵미사일 사일로에 침투하여 레오를 무력화하지만, 레오는 핵미사일 발사를 시작한 후 자신이 실패를 위해 설계된 프로그램이었다고 밝힌다. 하프는 사일로가 드론 공격으로 파괴되기 직전에 탈출하고, 레오도 함께 파괴되어 핵미사일 발사는 막아지고 미국을 구한다. 모든 임무를 마친 하프는 캠프 나다니엘로 복귀하여 에크하트 대령에게 칭찬을 받고, 미국 본토에서 다시 드론 조종사 임무를 수행하게 된다.

## 출연진
- 앤서니 매키 - 리오
- 댐슨 이드리스 - 토머스 하프 중위
- 에밀리 비첨 - 소피야
- 마이클 켈리 - 엑하트 대령
- 필루 아스베크 - 빅토르 코발
- 크리스티나 톤테리영 - 맨디 베일 상병
- 바비 락우드 - 레기
- 엔조 실렌티 - 밀러
- 벨리버 토픽 - 오슬락
- 헨리 가렉 - 브라이던